# Facundo Listón
Facundo Manuel Listón Galbarini, más conocido como Facundo Listón, (Montevideo, 7 de enero de 1993) es un jugador de balonmano uruguayo que juega de pívot en la Scuola Italiana. Es internacional con la selección de balonmano de Uruguay.
Facundo Listón formó parte de la selección uruguaya en el Campeonato Mundial de Balonmano Masculino de 2021, en el que su selección participaba por primera vez.

## Clubes
| Club            | País    | Año         |
| --------------- | ------- | ----------- |
| Scuola Italiana | Uruguay | 2011 - Act. |

## Palmarés

### Selección nacional

#### Campeonato Centro y Sudamericano
- Medalla de bronce en el Campeonato Sudamericano y Centroamericano de Balonmano Masculino de 2020[3]